# Акция «Буря»

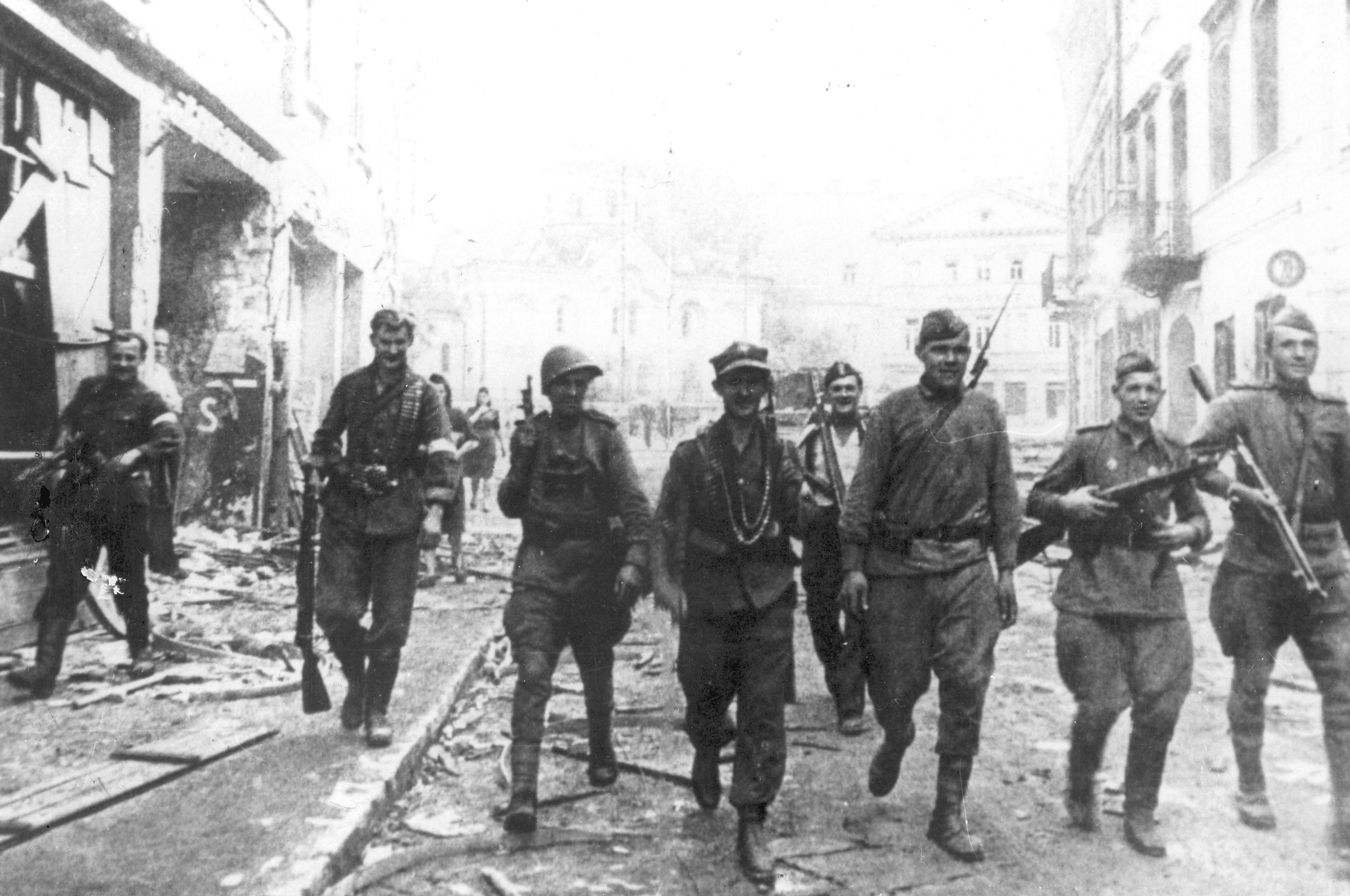
Совместное патрулирование Вильно советскими и польскими солдатами.

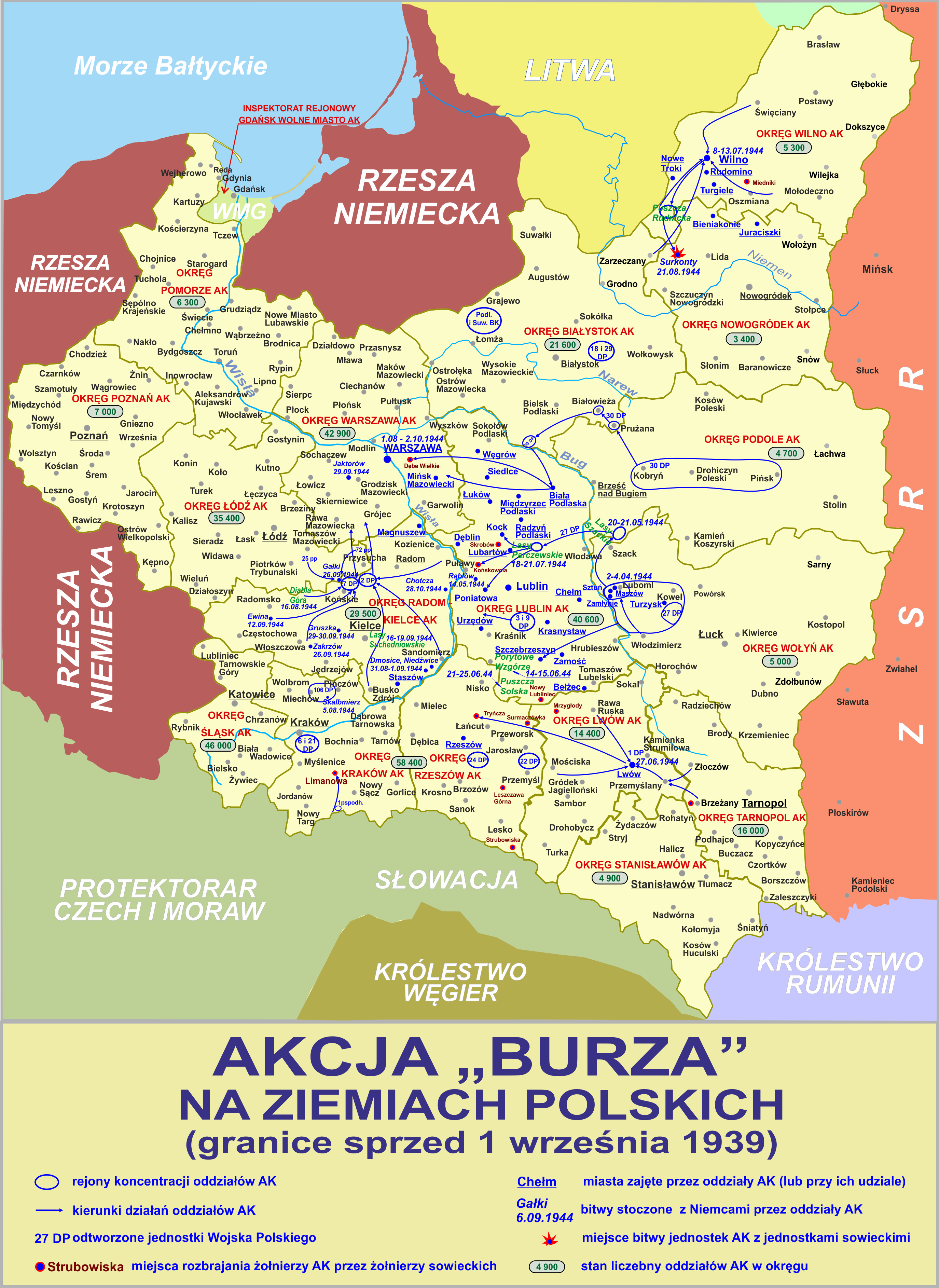
План акции Буря

Акция «Буря» (пол. akcja «Burza») — военная акция (операция), организованная Армии Крайовой (АК) против немцев на территории в пределах границ Второй Речи Посполитой в конце немецкой оккупации и непосредственно перед приближением Красной армии. Продолжалась с января 1944 года, когда советские войска перешли границу Волыни (советско-польскую границу до 1939 года), и до октября 1944. Мероприятия, проведённые в меньших масштабах, в октябре и ноябре носили кодовое название «Дождь». В военном отношении она была направлена против Германии и её союзников, в политическом — против СССР и тех кто ему помогал. В приказе штаба АК в связи с этим говорилось: «Следует стремиться к тому, чтобы против вступающих советских войск выходил польский командир, за плечами которого битвы с немцами, в результате чего он становится полноправным хозяином…». Сохраняя полную независимость от Красной армии и её союзников, они могли предлагать «вступающим на территорию Польской Республики вооружённым силам Советов согласовать взаимодействие в военных операциях против общего врага». План «Буря» предусматривал, что во время отступления разбитых Красной армией германских войск и продвижения фронта по польской земле на запад законспирированные силы АК самостоятельно или же одновременно с Красной армией, сохраняя полную от неё независимость, будут использованы для атак на арьергарды противника и освобождения населённых пунктов до вступления в них советских частей. Власть на местах в этом случае перешла бы к органам делегатуры эмигрантского правительства. План «Буря» предусматривал также участие АК в боях совместно с частями Красной армии на основе временного сотрудничества. Хотя в инструкции о акции «Буря» говорилось, что Красная армия — союзник наших союзников, в её секретной части давалось распоряжении о создании тайных антисоветских структур (Организация «Нет»). При этом комендантом обшара (территории) Вильно этой новой (сверхсекретной) внутриаковской организации под названием NIE — «Нет» весной 1944 года был назначен офицер AK (подполковник «Людвик»), с 1940 года работавший по линии разведки СССР; на самом деле «Неподлеглость» существовала практически c февраля 1944 года.
Политическими целями плана были: во-первых, взятие под свой контроль военно-стратегических, промышленных, административных и культурных центров страны; во-вторых, ещё до того, как их освободит от германцев и коллаборационистов Красная армия, взять власть в руки «делегатов», являвшихся специальными полномочными представителями эмигрантского правительства в Лондоне. В соответствии с новым планом, в случае отсутствия условий для восстания вооружённые действия АК должны были заключаться в проведении диверсий и преследовании германцев. Солдатам АК было дано указание, запрещавшее вступать в ряды польских вооружённых сил, сформированных на территории СССР, но приказывалось оставаться в тылу советских войск до разрешения спорных вопросов. Самой важной политической целью плана, его сутью было принуждение к признанию Советским Союзом Правительства в изгнании в Лондоне единственным законным представителем интересов Польши и одновременно установление польско-советской границы по состоянию на 1 сентября 1939 года. Верховный главнокомандующий Польских Вооружённых сил и Правительство в изгнании желали сохранить полный оперативный и политический контроль над Армией Крайовой до момента окончательной «схватки» со Сталиным. Однако руководство АК недостаточно продумало свой план для достижения целей. Он был неэффективен против СССР. Советский Союз не собирался терпеть в своем тылу действия вооружённых формирований, с ним не связанных, демонстрирующих свою принадлежность правительству, этим государством не признаваемому.. Поскольку в разгар Сталинградской битвы вся Армия Андерса была выведена в Иран, эмигрантское правительство не имело никаких регулярных частей на территории Польши. Сталин, Рузвельт и Черчилль договорились, что восточные границы Польши будут проходить примерно по линии Керзона, либерум вето польских антикоммунистов в планы   «большой тройки» не входило. СССР в 1944 формально не был в каких-либо отношениях с польским правительством в Лондоне, некоторые политики правительства Миколайчика официально заявляли, что Польша находится в состоянии войны с СССР . Общие военно-политические интересы союзников в борьбе против «оси», тех кто вместе с ней и их стратегия по отношению к разгрому Японии лежали в основе приоритетности отношений США и Британии с СССР. Миколайчику, который обратился за содействием в осуществлении плана «Буря» к американским и британским властям, сообщили, что в соответствии с межсоюзническими договоренностями Польша находится в сфере действий советских войск и поэтому предполагаемые акции АК не могут быть предприняты без согласия и координации действий с СССР.  Политики и дипломаты США и Британии признавали за СССР право подавлять сопротивление всякого военного подполья в тылу действующей Красной армии. Антисоветские формирования были обречены.
Примечательно, что, когда 3 августа 1944 года на переговорах в Москве премьер-министр эмигрантского правительства С. Миколайчик (сменивший погибшего в авиакатастрофе В. Сикорского) заявил, что «поляки создали в Польше подпольную армию», И. Сталин ответно высказался: «Борьбы с немцами она не ведёт. Отряды этой армии скрываются в лесах. Когда спрашивают представителей этих отрядов, почему они не ведут борьбы против немцев, они отвечают, что это не так легко, так как если они убивают одного немца, то немцы за это убивают десять поляков… наши войска встретили под Ковелем две дивизии этой армии, но когда наши войска подошли к ним, оказалось, что они не могут драться с немцами, так как у них нет вооружения… отряды польской подпольной армии не дерутся против немцев, ибо их тактика состоит в том, чтобы беречь себя и затем объявиться, когда в Польшу придут англичане или русские».
Приказ о начале акции был издан Главным комендантом Армии Крайовой генералом Тадеушем Бур-Коморовским. 26 октября 1944 его преемник, генерал Леопольд Окулицкий, издал распоряжение об окончании акции.
В ходе Акции «Буря» было мобилизовано примерно 100 тысяч человек, но непосредственное участие в боевых действиях против германских сил приняло только около 50 тыс. чел. (по другим сведениям, около 80 тыс. чел). В военном отношении «Буря» внесла достаточно большой вклад в освобождение Польши, хотя (ввиду отсутствия тяжёлой техники) действия АК в рамках войсковых операций РККА по большей части носили вспомогательный характер. В результате поражения Варшавского восстания и в других операциях 1939—1945 общие безвозвратные потери СВБ-АК якобы составили до 100 тыс. человек. Около 50 тыс. оказалось в плену и в заключении. Однако попытка установления власти не увенчалась успехом. AK в этой операции не достигла ни военных, ни политических целей.

## Предыстория
После того, как в апреле 1943 года мир узнал о расстреле польских офицеров в Катыни, СССР разорвал дипломатические отношения с эмигрантским правительством Польши (уже вторично, ведь в 1939 году они были разорваны, а в июле 1941 года восстановлены). 27 октября 1943 Правительство в Лондоне запретило сотрудничество с советской властью, если не будут восстановлены дипломатические отношения. Также в этом случае должны были продолжать свою конспиративную деятельность подпольная польская администрация и Армия Крайова. Союзники ещё в 1943 г. недвусмысленно дали понять полякам, что планы с восстанием их не волнуют. И в США, и в Великобритании прекрасно осознавали, что без СССР немцев не разбить. А потому стихийный порыв народных масс интересовал их лишь с точки зрения использования движений Сопротивления в оккупированных странах Европы для поддержки вторжения во Францию. По крайней мере этот вопрос рассматривался в октябре 1943 г. начальниками штабов союзнических армий, и мнение было таково, что военные действия Армии Крайовой никакого воздействия на ход боёв на Западном фронте иметь не будут. Дипломатические усилия польского правительства в Лондоне получить международные гарантии возвращения западно-украинских и западно-белорусских земель, включённых в состав СССР осенью 1939 г., потерпели поражение. На конференции «большой тройки» — лидеров трёх стран: Ф. Д. Рузвельта (США), У. Черчилля (Великобритания) и И. В. Сталина (СССР), состоявшейся в Тегеране в конце 1943 года, было принято предложение У. Черчилля о том, что претензии Польши на земли Западной Белоруссии, Западной Украины и Виленского края Литвы будут удовлетворены за счёт Германии, а в качестве границы на востоке должна быть линия Керзона. По сообщению полковника Миткевича (польского представителя при главном штабе союзников в Вашингтоне) Сталин в ответ на вопрос союзников, какую позицию он займёт в отношении повстанческих действий АК, сказал осенью 1943 г. следующее: «Если эти вооружённые силы не подчинятся заранее советскому командованию, то он их не потерпит в тыловой зоне». Это был ответ недвусмысленный и с чисто военной точки зрения правильный, хотя его последствия для AK стали весьма тяжкими. В конце сентября 1943 года англо-американское командование официально уведомило правительство Миколайчика, что Красная армия первой вступит на территорию Польши. Тем самым все предыдущие планы АК, основанные на крахе Германии в результате военных действий западных союзников, уже не отвечали реальности.
С учётом этого становится ясно, что какие бы военные операции АК ни планировала, они были чисто польским делом и никого более не касались. Великобритания была готова поддерживать только диверсионно-разведывательную деятельность АК. Для чего, в частности, был разработан план действий «Барьер», предполагавший проведение крупномасштабных диверсий на железных дорогах в тылу РККА в случае слишком поспешного отступления Вермахта с целью задержания немецкого фронта на востоке и препятствования слишком быстрому наступлению Красной Армии. Известны также и иные намерения командования Армии Крайовой, суть которых заключалась в прекращении каких-либо диверсионных акций в отношении военных эшелонов гитлеровцев, которые направлялись на Восточный фронт но они были отклонены.
В конце концов знающие о крайне плохих взаимоотношениях между польским эмигрантским правительством и СССР союзники даже стали опасаться обеспечивать АК оружием в достаточном количестве, подозревая, что оно может быть направлено не только против немцев. А последнее приведёт к политическим осложнениям, так как на руках у Советов будут неоспоримые козыри: союзники поставляют оружие врагам СССР. По сообщению польского историка Я. Чехановского, на документах, составленных для подготовки сброса с самолётов оружия для АК, он сам видел приписку: «К сожалению, ещё не удалось изобрести пулемета, который убивал бы только немцев, а не русских». Однако, несмотря на прохладное отношение союзников к польским планам, поляки в Лондоне, видимо, продолжали на что-то надеяться, поскольку разработанная 1 октября 1943 г. инструкция для Армии Крайовой содержала в себе следующие пассажи на случай несанкционированного польским правительством вступления советских войск на территорию Польши:
«Польское правительство направляет протест Объединенным нациям против нарушения польского суверенитета — вследствие вступления Советов на территорию Польши без согласования с польским правительством (выделено автором) — одновременно заявляя, что страна с Советами взаимодействовать не будет. Правительство одновременно предостерегает, что в случае ареста представителей подпольного движения и каких-либо репрессий против польских граждан подпольные организации перейдут к самообороне». Таким образом, уже в 1943 г. лондонские поляки готовили своих соотечественников на оккупированной территории к войне против СССР.
В течение оceни 1943 г. были разработаны директивы плана «Буря», которые предписывали подпольным структурам Делегатуры правительства в эмиграции и АК при вступлении РККА на территорию Польши в границах 1939 года выходить из подполья и представляться командирами частей в качестве легальных польских властей. Он предусматривал, что в момент приближения фронта подразделения и структуры АК будут находиться в состоянии полной боевой готовности, примут названия довоенных частей Войска Польского (дивизий и полков), усилят диверсионные акции, а прежде всего начнут открытую борьбу с немецкими подразделениями, пытаясь установить контакт на тактическом уровне с Красной Армией. В освобожденных городах легализуется и возьмет власть в свои руки подпольная администрация (областные и окружные представительства), которая в качестве хозяина территории будет встречать советские войска. Восстание должно было носить черты последовательной акции, а не однократного выступления на всей территории государства. Демонстрацией силы планировалось обеспечить легализацию «подпольного государства», проявить его полный суверенитет в границах на Востоке 1939 года и независимость от СССР. Как пишет польско-английский историк Я. Чехановский, польское правительство «не имело намерения поддерживать Красную Армию в её продвижении через Польшу и желало сохранить полный оперативный и политический контроль над АК до момента окончательной „схватки“ со Сталиным». Дальше предполагалось, что заграница поможет, и Сталин будет вынужден признать правительство в изгнании в качестве законных представителей Польши.
В течение октября 1943 г. в соответствии с вышеуказанными тезисами был разработан план «Бужа» (burza — буря по-польски). Последние предписывали подпольным структурам Делегатуры правительства в эмиграции и АК при вступлении РККА на территорию Польши выходить из подполья и представляться командирами частей в качестве легальных польских властей. При этом комендантом АК уже изначально в октябрe 1943 г. предполагалось следующее:
«…Сохранение и поддержание в конспирации нашей в настоящее время широко разветвлённой организации под советской оккупацией будет невозможно. Практически я ограничу количество командных органов и отрядов, выходящих из подполья, до необходимого минимума, остальных постараюсь сохранить посредством формального расформирования.

1. С максимальной секретностью подготавливаю на случай второй русской оккупации базовую сеть командных кадров новой тайной организации… В любом случае это будет отдельная сеть, не связанная с широкой организацией Армии Крайовой, расшифрованной в значительной мере элементами, остающимися на советской службе».
При этом комендантом обшара (территории) Вильно этой новой (сверхсекретной) внутриаковской организации под названием NIE — «Неподлеглость» весной 1944-го был назначен офицер AK (подполковник «Людвик»), с 1940 г. работавший по линии разведки СССР — на самом деле «Неподлеглость» существовала практически c февраля 1944 г.
Главный комендант АК Тадеуш Бур-Коморовский считал, что советская власть поставит свою администрацию, если не будет явной деятельности польской. А деятельность Армии Крайовой должна быть активной, «иначе не будет препятствия, чтобы создать видимость того, что польский народ желает создания 17-й советской республики». 30 ноября 1943 польским правительством в изгнании и подпольным парламентом был утверждён окончательный план действий.
В соответствии с директивами плана «Бужа» от 1 декабря 1943 г. подразделения польского подполья должны были усиливать свою диверсионно-саботажную деятельность непосредственно перед вступлением советских войск.
Эти же директивы определяли отношение польских партизанских формирований к советским войскам и советским органам власти:
«…Отношение к русским. Ни в коем случае не следует затруднять находящимся на наших землях советским партизанским отрядам ведения борьбы с немцами. На данное время избегать стычек с советскими отрядами. Те наши отряды, у которых уже были такие стычки и которые по этой причине не могли бы наладить отношения с советскими отрядами, должны быть передислоцированы на иную территорию. С нашей стороны допустима только операция по самообороне.
2. Надлежит противодействовать тенденции населения восточных территорий бежать на запад от русской опасности. В особенности массовое покидание польским населением районов, где оно образует компактные польские массивы, было бы равнозначно ликвидации польского присутствия на этих территориях.
3. Относительно вступающей на наши земли регулярной русской армии выступать в роли хозяина. Следует стремиться к тому, чтобы навстречу вступающим советским подразделениям выходил польский командир, который имел бы за собой сражение с немцами и вследствие этого истинное право хозяина. В намного более трудных условиях в отношении к русским окажется командир и польское население, освобождение которых от немцев было произведено русскими».
Это в первую очередь убеждение, что требования польского эмигрантского правительства и руководства Армии Крайовой устранили элементарную стратегическую динамику, такую как геостратегия. 
С учётом договорённости с союзниками Черчилл многократно советовал Станиславу Миколайчику идти на уступки и признать, что в качестве границы на востоке должна быть линия Керзона. Черчилль предупреждал, что Англия и США не будут воевать за восточные границы Польши . На предложения британского премьер-министра Станислав Миколайчик ответил решительным отказом. Во время переговоров Черчилля с премьер-министром польского эмигрантского правительства 20 января 1944 г. последний заявил, что его правительство рассматривает линию границы, установленную Рижским договором, в качестве отправной точки для переговоров с СССР. Польское эмигрантское правительство возражало также против передачи Советскому Союзу Кёнигсберга. Эти домогательства свидетельствовали не только о невозможности нормализации отношений между правительствами, но и о том, что польское правительство в Лондоне абсолютно не осознавало сложившуюся в мире геополитическую реальность. 22 февраля 1944 года Черчилль публично напомнил в палате общин, что Польско-британский договор 1939 г. был направлен исключительно против Германии и не гарантировал сохранения границ на востоке, Черчилль публично выступал за "линию Керзона" в качестве новой восточной границы Польши. Власти в изгнании, вопреки фактам, утверждали, что Великобритания гарантировала границы Польши. Таким образом, лондонское правительство и политики, руководившие «подпольным государством» и Армией Крайовой на польской территории продолжали придерживаться ориентации на помощь западных союзников в сохранении Польши в довоенных границах на востоке. Армия Крайова и население которое её поддерживала, становились заложниками данной концепции. Реальных ресурсов провести в жизнь свои требования у эмигрантского правительства не было– ни военных, ни политических. Борьба с СССР о сохранение Польши в довоенных границах на востоке была заведомо обречена на провал, но был сознательно взят курс на конфронтацию. Планы антисоветского подполья по завоеванию власти в зоне советских военных действий были совершенно нереальны.
В августе 1943 г. Сталину был доложен подготовленный на основе разведданных «Отчёт уполномоченного польского эмигрантского правительства в Лондоне, нелегально находящегося на территории Польши, о подготовке националистическим подпольем антисоветских акций в связи с наступлением Красной Армии». В документе речь шла о том, что военное подполье на всей территории довоенной Польши, а именно тайная организация «Войскова», весьма обеспокоены продвижением Красной Армии на запад и планируют восстание в Западной Украине и Западной Белоруссии. И хотя, — писали составители документа, — веры в его успех нет, и заранее ясно, что оно обречено на поражение, представитель правительства высказывался за проведение такой акции «исключительно с целью показать всему миру нежелание населения принять советский режим». Этот «показ всему миру» был политически опасен для Сталина, не говоря уже о восстании перед линией советского фронта, восстании, даже обречённом на поражение.
12 октября 1943 г. советская внешняя разведка получила ещё одно сообщение на польскую тему от своего источника в Лондоне. В нём говорилось, что польский генеральный штаб «с согласия правительства и президента дал инструкции уполномоченному польского правительства в Польше готовиться к оказанию сопротивления» Красной Армии: «Польские вооружённые силы должны в силу этих инструкций вести беспощадную борьбу с просоветским партизанским движением в Западной Украине и Западной Белоруссии и готовить всеобщее восстание в этих областях при вступлении туда Красной Армии». Вероятно, это была информация о плане «Буря», который оформился осенью 1943 г. в правительстве и командовании АК. Демонстрацией силы планировалось обеспечить легализацию «подпольного государства», проявить его суверенитет и независимость от СССР. Что касается восточных территорий довоенной Польши, то здесь предполагалось «создать скелет подпольной антисоветской организации», чтобы сохранить кадры АК, особенно во Львове и Вильно".
Принципиально важной для Сталина являлась та часть вышеупомянутого сообщения резидента, в которой, по сути дела, передавался долгосрочный политический замысел плана «Буря». С оговоркой, что не все члены правительства поддерживают курс на жёсткое противостояние СССР, резидент констатировал следующее: «Польское правительство и военные круги уверены, что Англия и США не согласятся на уменьшение территории Польши. Поэтому эти круги фактически готовятся к войне против СССР, рассчитывая на поддержку США и Англии». Обладание такими сведениями определяло неприятие Москвой неоднократных предложений западных политиков о взаимодействии с военным подпольем, подчиненным польскому правительству, и твердую позицию Сталина по польскому вопросу на конференции глав великих держав в Тегеране.
В ночь с 3 на 4 января 1944 года Красная Армия перешла довоенную советско-польскую границу у города Сарны.
Обмен протестами польского и советского правительств и участие в нём западных держав показали бесперспективность расчётов польских политиков на уступки со стороны СССР, в том числе по вопросу о границе. Можно предположить, что это понимал премьер-министр Польши С. Миколайчик, который 17 марта 1944 г. в письме политическому руководству подполья писал следующее: «Во всей польско-советской полемике последних недель польскому правительству важно было так дипломатически разыграть спор, чтобы ответственность за то, что он не ликвидирован, а даже обострился, пала не на Польшу, а на Советский Союз».

## Цели
Армия Крайова должна была проводить акцию «Буря» независимо от Красной Армии. Приказ Коморовского предусматривал сотрудничество с Красной Армией на тактическом уровне. Поскольку Правительство Польской Республики на основе международного права не признавало советскую оккупацию своих восточных территорий в 1939 году, то подпольная администрация должна была действовать параллельно с советской властью.
«Командование вооружённых сил в стране 12 июля 1944 г.
Отношение к Советам
А. Обстановка
Советы воюют против немцев, таким образом являются нашим союзником в войне с немцами.
Советы не признают наши восточные границы и целостность территории РП. Земли на восток от т. наз. линии Керзона считают своими. Советы разорвали и не поддерживают отношений с Верховными властями РП, находящимися в эмиграции. Советы отрицают правомерность их органов в стране.
Советы всеми способами выступают против всего, что представляет суверенную Польшу.
Советы стремятся решать польские проблемы исключительно единолично, руководствуясь интересами и политическими целями СССР. Решения эти они стараются облечь в видимость сотрудничества поляков с ними. Для этого: создание Союза польских патриотов в Москве, соединений Берлинга и просоветских агентур в стране.
Советы применяют самые разнообразные способы действий в отношении польского общества: от усилий добиться доверия и влияния на умы людей до угроз и подавления сопротивления включительно. Такая позиция Советов в отношении польского дела в действительности является враждебной той Речи Посполитой, интересы которой мы защищаем. Таким образом Советы, с одной стороны, являются нашим сильным союзником в борьбе с немцами, а с другой — грозным захватчикам, подавляющим наше независимое существование.
Б.
В нашем отношении к Советам нужно учитывать двойное положение, в котором выступают Советы. Это можно сформулировать следующим образом:
мы сотрудничаем с Советами только в военных действиях против немцев. Но оказываем Советам политическое сопротивление, суть которого непрерывное и непреклонное утверждение самостоятельности всех проявлений организованной польской жизни, а также в вопросах войска и войны. Это сопротивление должно быть сконцентрированным проявлением воли польского народа в сохранении независимого существования.
Для того, чтобы наша борьба против немцев, ведущаяся во взаимодействии с Советами не могла быть использована Советами, как политический козырь для утверждения, что Польша хочет идти на сотрудничество с ними, а тем самым соглашается на потерю восточных земель, в практической реализации этой составной руководящей идеи необходимо ясное и решительное подчеркивание на каждом шагу полного подчинения страны и АК правительству и Верховному Главнокомандующему, а также солидарности в общей безоговорочной политической позиции. В связи с этим приказываю строго придерживаться следующих указаний в случае соприкосновения командиров и подразделений АК с советскими войсками или отрядами советских партизан:
1. Командиры АК ведут как можно дольше боевые действия против немцев полностью самостоятельно, не устанавливая поспешно связи с советскими частями. Вступают в связь по своей инициативе только в случае безотлагательной тактической необходимости на поле боя.
2. При каждом соприкосновении с советскими частями командиры частей и подразделений АК раскрывают свою принадлежность, заявляя: „По приказу правительства РП заявляю, что я, командир, (сообщить название формирования) предлагаю согласовать с вступающими на территорию РП советскими вооружёнными силами взаимодействие в боевых действиях против общего врага“.
Помимо этого следует заявить, что его часть или подразделение (указать наименование) входит в состав АК и подчиняется польскому правительству, приказам Верховного Главнокомандующего и командующего АК, и непосредственно командиру (указать функции непосредственного начальника).
3. Можно сообщать Советам по их просьбе информацию о положении немцев. О своих подразделениях можно информировать только о находящихся ближе всего.
4. Боевое взаимодействие организовывать только в рамках основных задач, поставленных командующим АК и в тех районах, которые для этих задач предназначены. Выходить за рамки задач и районов, установленных начальниками командира подразделения АК без согласия командующего АК, недопустимо.
5. Допускается в ходе боевых действий использовать разовую советскую материальную помощь. Все мероприятия в этой области, носящие более длительный характер, требуют решения командующего округом, а наиболее важные — командующего АК.
6. Поведение военнослужащих АК в отношении Советов должно быть полно достоинства, исключающего услужливость и подхалимство.
7. Военнослужащие АК не должны вести беседы на политические темы с советскими военнослужащими. Различия во взглядах и целях польских и советских военнослужащих настолько глубокие, что всякие беседы бесполезны. Военнослужащий АК должен всегда и только подчеркивать, что сражается за независимость Польши и за внутренний строй, который установит свободный польский народ.
8. В случае попыток Советов включить польские подразделения в состав советских войск или частей Берлинга следует:
а) протестовать,
б) стараться отойти и избежать разоружения силой или включения в их части,
в) в крайнем случае оружие спрятать, а подразделение распустить,
г) в случае намерения Советов уничтожить подразделения физической силой — обороняться.
Однако подчеркиваю, что вооружённая борьба с Советами является нежелательной крайностью, как в отношении регулярных советских частей, так и партизанских отрядов, а также коммунистических банд (ППР и АЛ).
9. При выходе из подполья в гарнизонах, то есть там где организована самооборона, командир, раскрывающий свою принадлежность, должен иметь нераскрытого и законспирированного заместителя, который возьмет на себя командование в случае ареста командира.
10. В основном выходят из подполья только вооружённые отряды. Командир по выходе из подполья обязан послать донесения своим начальникам:
а) касающиеся его боевой деятельности,
б) отношения Советов к вышедшему из подполья подразделению,
в) поведения Советов в отношении гражданского населения. Главнокомандование вооружённых сил в стране
Бур».
"Боевое взаимодействие организовывать только в рамках основных задач, поставленных командующим АК и в тех районах, которые для этих задач предназначены. Выходить за рамки задач и районов, установленных начальниками командира подразделения АК без согласия командующего АК недопустимо.>
В качестве иллюстрации намерений командования АК можно привести отрывок из «Сообщения № 243. Рапорт ситуации главного командования АК от 14.07.1944 г.»: «…Предоставляя Советам  минимальную военную помощь, мы создаем для них, однако, политическую трудность. АК подчеркивает волю народа в стремлениях к независимости. Это принуждает Советы ломать нашу волю силой и создает им затруднения в разрушении наших устремлений изнутри.
Я отдаю себе отчет, что наш выход из подполья может угрожать уничтожением наиболее идейного элемента в Польше, но это уничтожение Советы не смогут произвести скрытно, и необходимо возникнет явное насилие, что может вызвать протест дружественных нам союзников'».
Солдатам АК было дано указание, запрещавшее вступать в ряды польских вооружённых сил, сформированных на территории СССР, но приказывалось оставаться в тылу советских войск. Эмигрантское правительство накануне вступления советских войск в Польшу рекомендовало, чтобы военные коменданты АК и командиры боевых частей выражали готовность к взаимодействию с Красной Армией, но одновременно сохраняли самостоятельность. При этом командование АК понимало, что Советы такое положение «наверняка терпеть не будут»
В зависимости от состояния дел в германской армии было два варианта деятельности АК:
- Вооружённое восстание
- Диверсионные акции в тылу германской армии

«Приказ командующему округом Белосток
В дополнение к приказу от 23.3.44 г. приказываю:
I. Успех польского дела требует самой активной демонстрации перед Советами стремления населения к полной независимости и суверенитету.
II. Задачей командующего округом Белосток является осуществление акции „Буря“ в соответствии с нижеследующими указаниями:
1) Акция „Буря“ должна выполняться всеми силами округа. Нападения на тыловые части отступающих немцев должны проводиться на своих территориях, избегая отхода на запад.
2) Следует стараться, чтобы в возможно большем количестве, по крайней мере в крупных населенных пунктах, была организована войсковая самооборона (гарнизон). Задачей самообороны будет занятие местности сразу же после отхода немцев, овладение ею и организация наряду с гражданскими властями военных властей. Как внешний знак овладения местностью отрядами АК вывешивать бело-красные флаги и в надлежащих местах выставлять посты с целью обеспечения общественного порядка.
3) Все проведение акции „Буря“ на территории округа Белосток должно показывать, что эта территория занята Армией Крайовой по мере отступления немцев.
III. Части и подразделения, участвующие в боевых действиях, а также территориальные командования и комендатуры гарнизонов должны будут раскрыть свою принадлежность к АК перед регулярными советскими войсками и должны поступать в соответствии с приказом от 23.3.44 г.
IV. В отношении польских коммунистических организаций вести себя негативно, но не вызывающе. В случае активных действий коммунистов против АК или гражданской администрации, назначенной представителем правительства, следует занять решительную позицию и не допускать подрыва авторитета легальной власти. Поведение в отношении коммунистов особенно возлагаю на такт местных командиров.
V. По вопросу выхода из подполья гражданской администрации представитель правительства направит отдельные указания окружному делегату, с которым командующий округом должен поддерживать контакт.
Робок»

## Ход акции

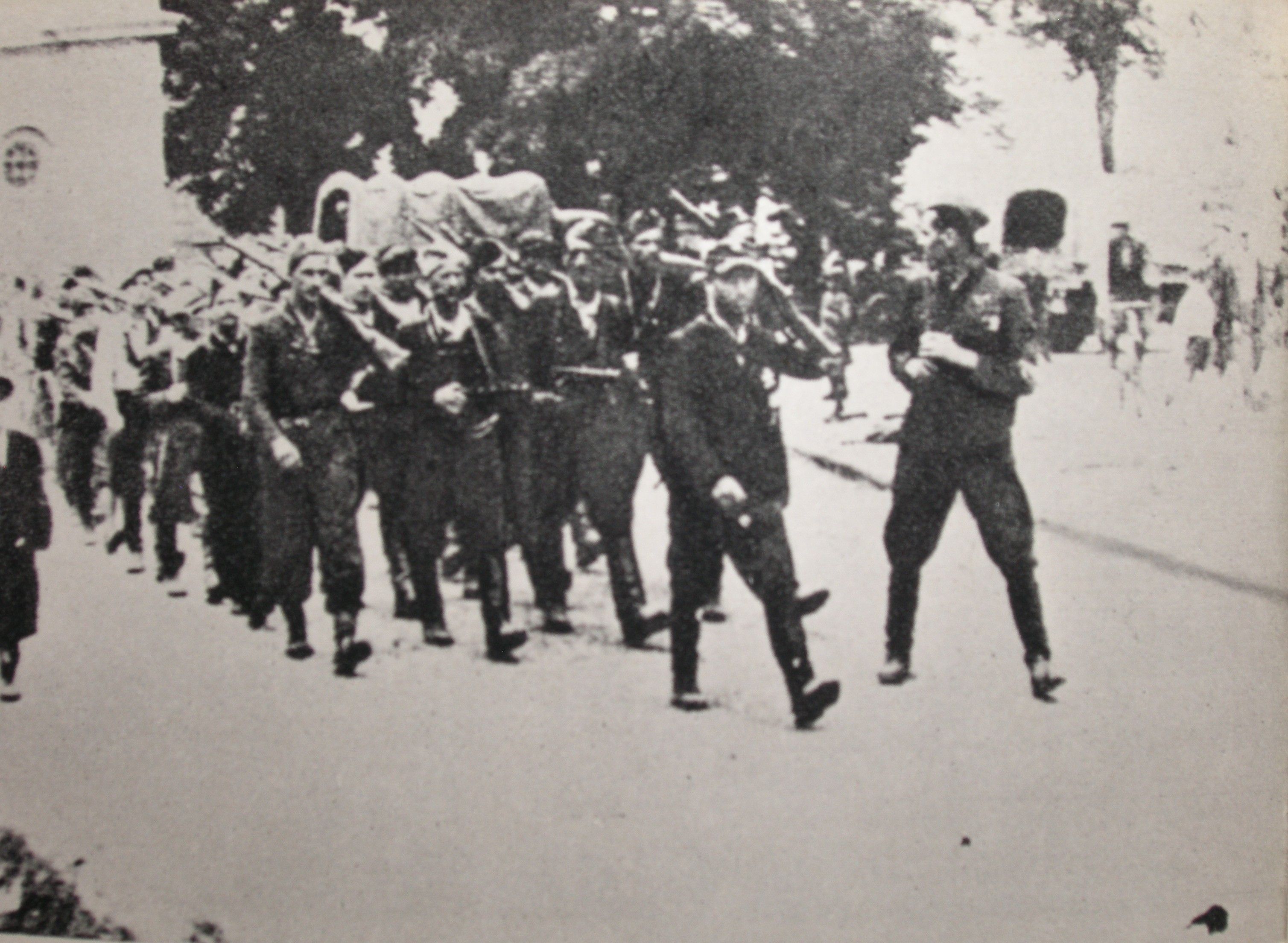
Части Армии Крайовой входят в Замосць.1944

- Акция «Буря» на Волыни — 15 января — 18 марта — 21 апреля — 21 мая
- Акция «Буря» в Подолье — 7 марта — апрель
- Акция «Буря» в округах Армии Крайовой Вильно и Новогрудок — 1 июля — 13 июля
- Акция «Буря» в Вильно (Операция «Острая брама») — 7 июля — 13 июля
- Акция «Буря» в округе АК Белосток — 14 июля — 20 августа
- Акция «Буря» в округе АК Полесье — 15 июля — 30 июля
- Акция «Буря» в округах АК Тернополь, Станислав и Львов — 16 июля — 26 июля
- Акция «Буря» во Львове — 22 июля — 27 июля
- Акция «Буря» в округе АК Люблин — 20 июля — 29 июля
- Акция «Буря» в округе АК Краков — 23 июля — 30 августа
- Акция «Буря» в варшавском районе АК — 26 июля — 2 октября
- Варшавское восстание — 1 августа — 2 октября
- Акция «Буря» в округе АК Радом-Кельце — 1 августа — 6 октября
- Акция «Буря» в округе АК Лодзь — 14 августа — 26 ноября
- Акция «Буря» в округе АК Краков — 21 сентября — 21 ноября

Во многих боевых местах, бойцы АК взаимодействовали с Красной Армией.
В рамках «Бури» проводилась акция под кодовым названием «Юла» (пол. Jula), в рамках которой одновременно произведены диверсии на нескольких железнодорожных линиях.
- линия Пшеворск — Розвадов — был взорван пролёт моста на Вислоке — перерыв в движении поездов 48 часов;
- на железнодорожной линии Пшеворск — Жешув под Рогузьно взорван пролёт моста под проходящим поездом — перерыв в движении 34 часа;
- на железнодорожной линии Ясло — Санок, рядом с Новоселицами, была подорвана секция моста во время прохождения поезда — перерыв в движении 33 часа.

Акция «Юла» достигла желаемой цели, продемонстрировала эффективность АК. Британский министр граф Сельборн в письме на имя генерала Соснковского от 13 мая 1944 выразил своё восхищение и признательность за эффективное и действенное сотрудничество.
Мероприятия, проведенные в меньших масштабах в октябре и ноябре, носили кодовое название «Дождь».

## Итоги
«Буря» частично добилась своей тактической военной цели, отбив у немцев несколько городков до фактического их занятия войсками Красной Армии. Восстановление дивизий и полков, сражавшихся в 1939 году, подчеркнуло непрерывность и преемственность польских вооружённых сил, которые имели не только символическое значение, но и спровоцировали официальное признание армии союзниками 30 августа 1944 года. До вступления советских войск Армии Крайовой не удалось занять ни одного крупного города, Сталин отказался признать АК регулярной армией. Представления о том, что восточные границы Второй Польской Республики  якобы всё ещё существовали, не были разделяемы союзниками. После поражения Варшавского восстания и провала попыток принудить советскую сторону признать польскую принадлежность восточных окраин, а «лондонское» правительство — единственной законной властью Польши, военно-политическое подполье лондонского правительства Польши находилось в состоянии организационного кризиса, численность АК начала существенно сокращаться. С политической точки зрения не было достигнуто положительных результатов. США проигнорировали выступления АК. Власти в изгнании безуспешно требовали отношения СССР к Армии Крайовой как к регулярной армии. Премьер-министр Великобритании Уинстон Черчилль выступил с резкой критикой в адрес руководства АК. Оно, по его мнению, неправомерно проводило вооружённые акции на территории западных районов СССР с целью привлечь внимание мирового сообщества, дискредитируя тем самым Лондон в глазах советского руководства (конференция «большой тройки» — лидеров трёх стран: Ф. Д. Рузвельта (США), У. Черчилля (Великобритания) и И. В. Сталина (СССР), состоявшаяся в Тегеране в конце 1943 года — тогда было принято предложение У. Черчилля о том, что претензии Польши на земли Западной Белоруссии и Западной Украины будут удовлетворены за счёт Германии. На этой конференции У. Черчилль предложил, чтобы «очаг польского государства и народа» располагался между «линией Керзона» (этнографическая граница польских земель, предложенная Антантой ещё в 1919 г. и примерно совпадавшая с советско-польской границей в 1945—1991 гг.) и «линией реки Одер с включением в состав Польши Восточной Пруссии и Оппельнской провинции» (то есть части германской Силезии). И. В. Сталин и президент США Ф. Рузвельт согласились с этим. И поскольку в данной ситуации поляки, выступающие со своими интересами на «восточных окраинах» в качестве какой-то третьей силы, никому из союзников не были нужны, тогдашний министр информации Великобритании Брендан Брэкен по поручению У. Черчилля издал инструкцию для средств массовой информации Англии не освещать вооружённые акции АК на территориях, которые считались советскими. По поручению британского премьера английским СМИ было рекомендовано не освещать деятельность АК на бывших польских восточных территориях. Президент США Франклин Рузвельт предоставил Сталину свободу действий в установлении «полицейских» порядков в тылах фронта советских войск. Боевики и подпольщики антисоветских организаций в тылу РККА  были не нужны Антигитлеровской коалиции.
Отношение Советского Союза к подполью, действовавшему на уже освобожденных территориях было зеркальным отражением отношения СССР к польскому эмигрантскому правительству. Расчеты генерала Соснковского на  начало новой войны  были  известны Сталину . Военно-политические подпольные структуры польского правительства в Лондоне оценивались как сила, дестабилизирующая положение в тылах советских войск. Успехи дипломатии СССР в 1944 — начале 1945 г. в деле решения «польского вопроса» обеспечили советским органам госбезопасности и внутренних дел свободу действий по вскрытию и ликвидации подполья в тылах советских войск. Командованию всех советских фронтов, участвовавших в изгнании гитлеровцев с польской земли, предписывалось: «ни в какие отношения и соглашения с этими польскими отрядами не входить. Немедленно… разоружать… В случае сопротивления… применять в отношении их вооружённую силу». При этом польское правительство в Лондоне не могло использовать информацию о массовых репрессиях против Армии Крайовой в операционной зоне Красной Армии из-за нежелания западных союзников ссориться с СССР. На Западе к этому событию отнеслись довольно прохладно — и британская, и американская армии также старались не допускать в своих тылах — в Греции (Народно-освободительная армия Греции), в Италии, на Филиппинах (Народная антияпонская армия), Франции, Бельгии и других странах, — существования каких-либо вооружённых отрядов сопротивления и неподконтрольных вооружённых структур. Все еще заинтересованные в том, чтобы Красная Армия несла главную ношу борьбы с Германией в Европе и СССР не устранился от участия в войне с Японией, западные державы, как и ранее, избегали ненужного обострения отношений с СССР на польском направлении. И хотя во время восстания реакция британского правительства, требующего от Москвы оказать повстанцам действенную помощь, была порой достаточно резкой, в целом это были лишь инциденты, не нарушающие стратегического партнерства “большой тройки”. И поскольку в данной ситуации отряды АК в тылах советских войск, выступающие в качестве какой-то третьей силы и оспаривающее решения Большой Тройки, никому из союзников не были нужны, союзники, особенно США, дистанцировались от вооружённого подполья в тылах действующей Красной Армии, предоставив АК право самой разбираться со своими проблемами. На Московской конференции стало ясно, что никто из союзников не поддерживает позицию правительства Миколайчика , после конференции Черчилль предъявил Миколайчику ультиматум с требованием признать Линию Керзона в течение 48 часов. Присутствие на освобожденной части территории Польши , действующей советской армии численностью в 2,5–3 млн человек, многих десятков ее военных комендатур, внутренних войск НКВД по охране тыла и частей Войска Польского крайне затрудняло деятельность «подпольного государства» и отрядов АК.  По существу, действия подполья AK и Делегатуры в тылах советских войск в новых условиях приобрели явно антисоветский характер. Правительства  Великобритании и США после многочисленных неудачных попыток склонить эмигрантское правительство в пользу принятия постановлений глав «большой тройки» («линия Керзона», кадровые компромиссы) в конце концов решили обойтись без лондонского правительства.